# Johann von Radinger

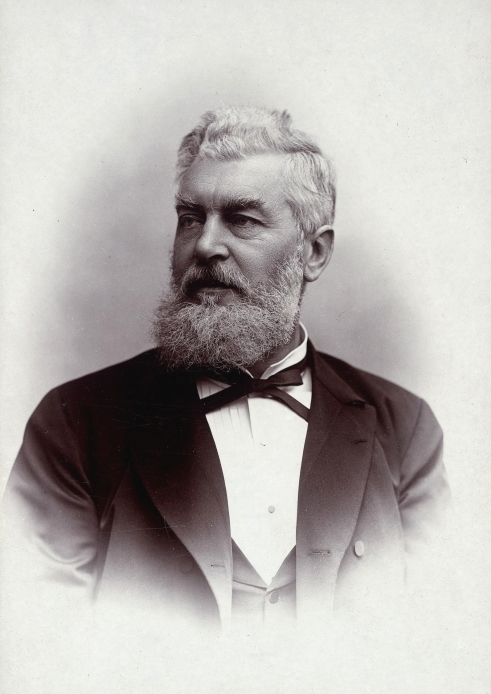
Johann von Radinger, Fotografie von Josef Székely

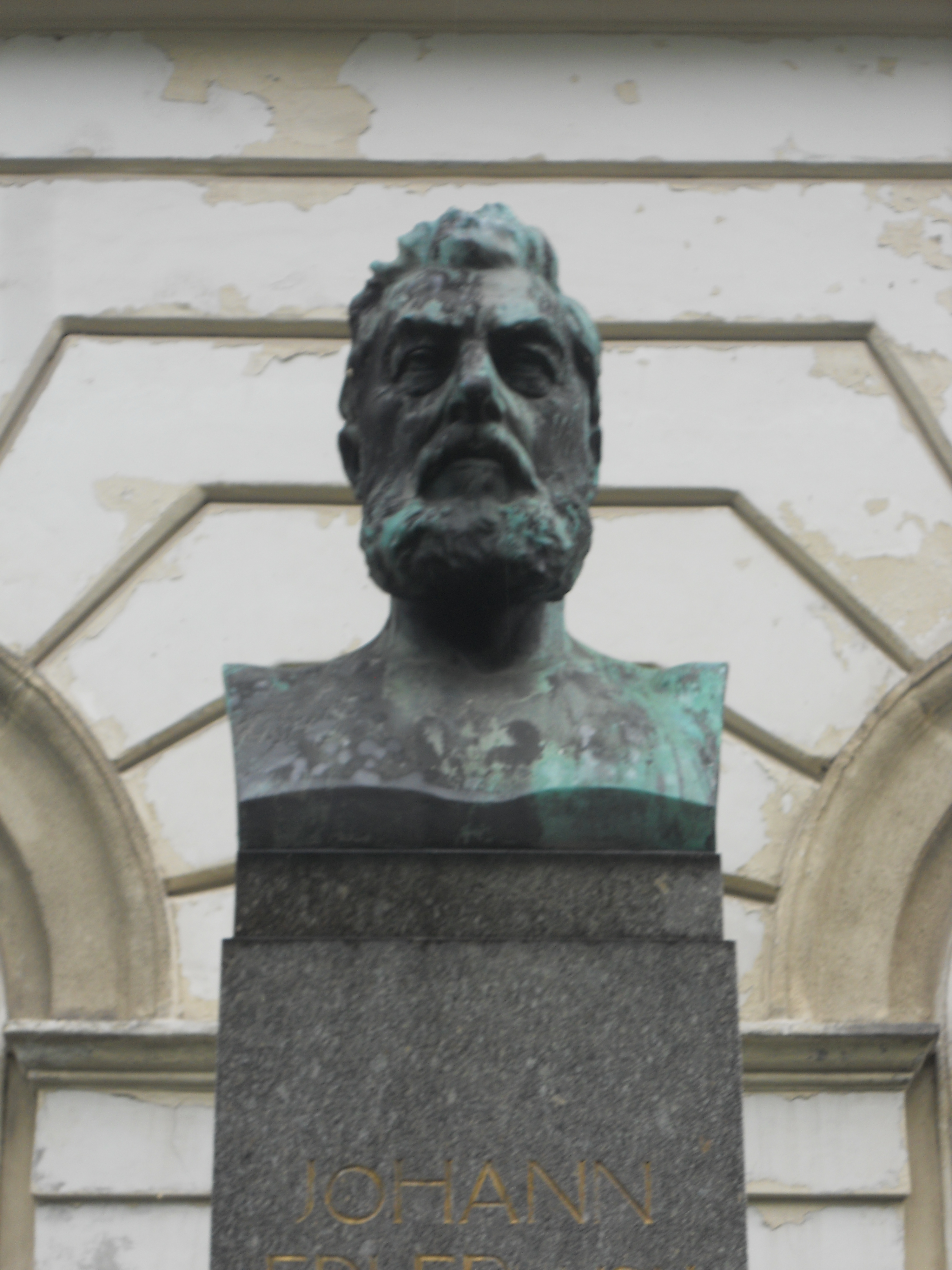
Büste Radingers vor der Technischen Universität Wien

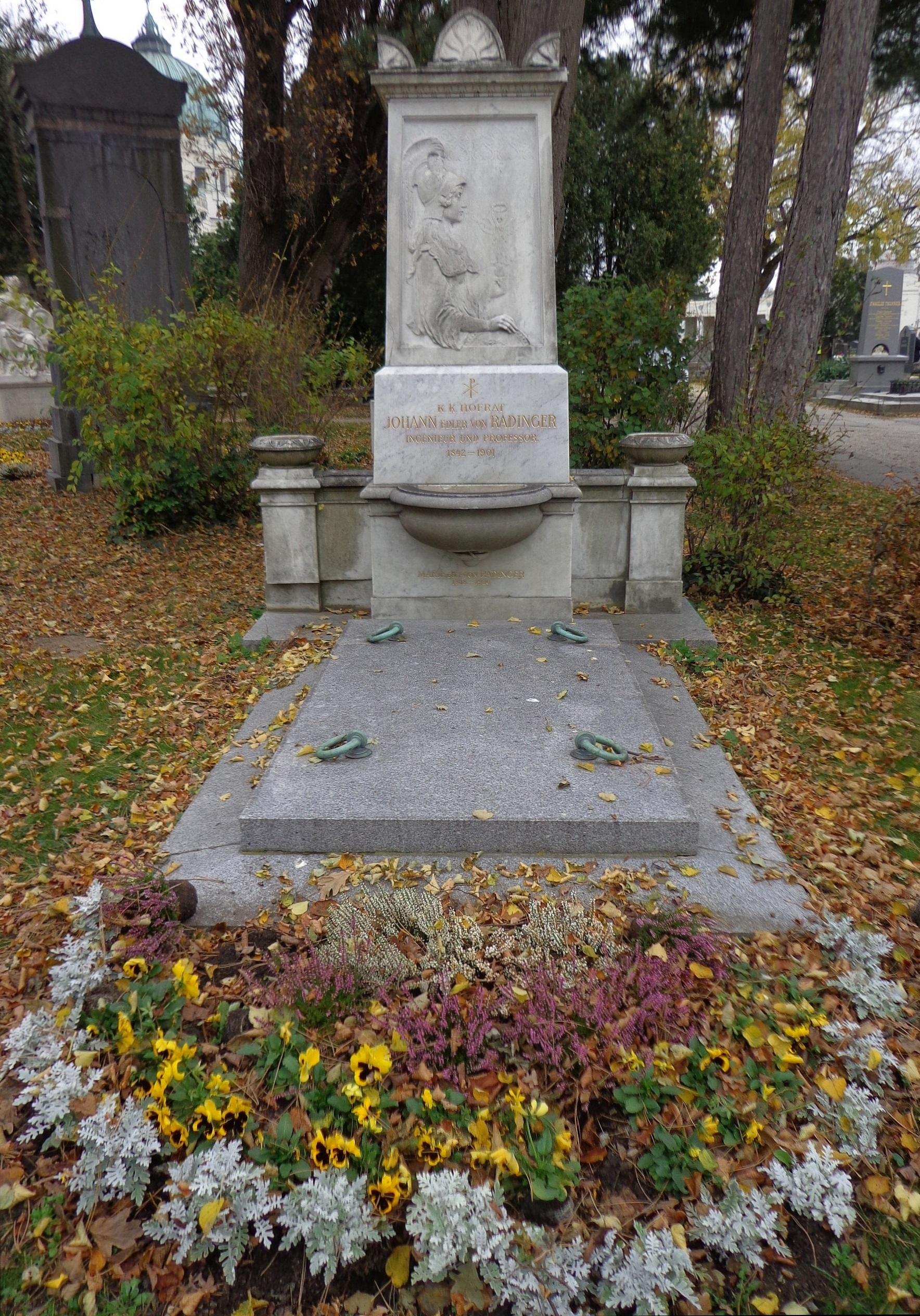
Wiener Zentralfriedhof – Ehrengrab von Johann von Radinger

Johann Radinger, seit 1892 Edler von Radinger (* 31. Juli 1842 in Wien; † 20. November 1901 ebenda) war ein österreichischer Maschinenbauingenieur.

## Leben
Johann Adam (in vielen Biographien falsch: Friedrich) Radinger studierte bis 1863 an der Maschinenbauschule des Polytechnischen Instituts (heute: Technische Universität) in Wien. Er war Mitarbeiter (Adjunkt) am Polytechnischen Institut (ab 1867), außerordentlicher Professor (ab 1875), ordentlicher Professor des Maschinenbaus (ab 1879), Dekan (1881–1885) und Rektor (1891–1892). Radinger erfand die Radingersche Methode der Schwungradberechnung und ermöglichte damit den Bau effektiverer Kraftmaschinen. Er war als Planer, Konstrukteur und Gutachter für viele Industrieanlagen in Österreich-Ungarn tätig, darunter Walzwerke, Dampfmühlen, Spinnereien, Webereien, Sägewerke, Ziegeleien, Metallwarenfabriken, Petroleumfabriken und Chemiefabriken. 1892 war er als Bauleiter für die Einrichtungen der Staatsdruckerei und des Hauptmünzamtes zuständig. 1895 wurde er zum Präsidenten des österreichischen Ingenieur- und Architektenvereins gewählt.

## Ehrungen
Johann Radinger wurde vom Verein zur Beförderung des Gewerbefleißes in Preußen die Goldene Denkmünze verliehen. 1900 wurde er zum Mitglied der Österreichischen Akademie der Wissenschaften gewählt. Er erhielt ein Ehrengrab auf dem Wiener Zentralfriedhof (Gruppe 14 A, Nr. 47), dessen Grabstein mit einem Relief von Rudolf Weyr geschmückt ist. Im Jahr 1905 wurde in Wien-Leopoldstadt (2. Bezirk) die Radingerstraße nach ihm benannt.

## Schriften
- Über Dampfmaschinen mit hoher Kolbengeschwindigkeit, 1870